# Harry Coppell
Harry Coppell (* 11. Juli 1996 in Wigan, Greater Manchester) ist ein englischer Leichtathlet, der sich auf den Stabhochsprung spezialisiert hat. Er ist Inhaber des Nationalrekords in dieser Disziplin.

## Sportliche Laufbahn
Harry Coppell stammt aus der Grafschaft Lancashire und tritt seit dem Jahr 2010 in Wettkämpfen im Stabhochsprung an. Damals siegte er sowohl in der Halle als auch in der Freiluft bei den Englischen U15-Meisterschaften. 2017 siegte er bei den Englischen U17-Meisterschaften und verbesserte sich zudem in jenem Jahr auf eine Besthöhe von 4,93 m. Im Februar 2013 übersprang er bei den Britischen Hallenmeisterschaften der Erwachsenen die Höhe von 5,05 m und belegte damit den fünften Platz. Auch in der Freiluftsaison gelang es ihm anschließend, sich zu steigern. Nach dem Sieg bei den Britischen U20-Meisterschaften trat er im Juli bei den U18-Weltmeisterschaften in Donezk an. Dabei zog er in das Finale ein, in dem er mit neuer Bestleistung von 5,25 m die Goldmedaille gewinnen konnte, die er im dritten und letzten Versuch übertraf. Sein Triumph stellte den ersten Titel eines Briten bei einer internationalen Meisterschaft im Stabhochsprung dar. 2014 belegte Coppell bei den Britischen Meisterschaften die Plätze 10 in der Halle und neun in der Freiluft. Im Sommer nahm er an den U20-Weltmeisterschaften in Eugene teil. Auch dabei gelang es ihm, in das Finale einzuziehen, das er auf dem zehnten Platz beendete.
2015 siegte er bei den Britischen U23-Meisterschaften. Im Juli qualifizierte er sich für das Finale bei den U20-Europameisterschaften in Eskilstuna, das er auf dem neunten Platz beendete. Nachdem er sich 2014 in Mannheim bereits auf 5,40 m verbessern konnte, legte er 2015 noch zwei Zentimeter auf seine Bestleistung drauf, die er im Juni in Bebington aufstellte. Im Frühjahr 2016 belegte Coppell mit neuer Hallenbestleistung von 5,30 m den vierten Platz bei den Britischen Hallenmeisterschaften. 2017 gewann er sowohl in der Halle als auch in der Freiluft die Bronzemedaille bei den jeweiligen nationalen Meisterschaften. 2018 wurde er mit übersprungenen 5,35 m Britischer Vizehallenmeister. Den Erfolg wiederholte er ein Jahr später erneut. Während der Freiluftsaison 2019 steigerte er kontinuierlich seine Bestleistung mit dem Highlight bei den Britischen Meisterschaften, die er mit Bestleistung von 5,71 m erstmals gewinnen konnte. Damit erfüllte er auch die Qualifikation für die Weltmeisterschaften in Doha, konnte dort allerdings verletzungsbedingt nicht an den Start gehen. 2020 steigerte Coppell im Februar seine Hallenbestleistung auf 5,80 m. Anfang September gelang es ihm, seinen nationalen Meistertitel erfolgreich zu verteidigen. Dabei stellte er mit 5,85 m einen neuen britischen Nationalrekord auf, der zuvor seit 2012 Steven Lewis mit 5,82 m innehatte.
2021 qualifizierte sich Coppell zum ersten Mal für die Olympischen Sommerspiele. In Tokio übersprang er in der Qualifikation 5,65 m und erreichte damit das Finale. Darin erreichte er mit der Höhe von 5,80 m in Saisonbestleistung den siebten Platz. 2022 nahm er in den USA an seinen zweiten Weltmeisterschaften teil. In der Qualifikation übersprang er 5,50 m, womit er auf dem geteilten 19. Rang den Finaleinzug verpasste. Einen Monat später trat er bei den Europameisterschaften in München an, wobei er in der Qualifikation an der Anfangshöhe scheiterte.
Coppell gewann im Laufe seiner Karriere bislang fünf Britische Meistertitel, viermal in der Freiluft (2019–2022) und einmal in der Halle (2022).

## Wichtige Wettbewerbe
| Jahr                               | Veranstaltung                      | Ort                                | Platz                              | Disziplin                          | Höhe                               |
| Startet für Vereinigtes Königreich | Startet für Vereinigtes Königreich | Startet für Vereinigtes Königreich | Startet für Vereinigtes Königreich | Startet für Vereinigtes Königreich | Startet für Vereinigtes Königreich |
| ---------------------------------- | ---------------------------------- | ---------------------------------- | ---------------------------------- | ---------------------------------- | ---------------------------------- |
| 2013                               | U18-Weltmeisterschaften            | Donezk                             | 1.                                 | Stabhochsprung                     | 5,25 m                             |
| 2014                               | U20-Weltmeisterschaften            | Eugene                             | 10.                                | Stabhochsprung                     | 5,20 m                             |
| 2015                               | U20-Europameisterschaften          | Eskilstuna                         | 9.                                 | Stabhochsprung                     | 5,20 m                             |
| 2019                               | Weltmeisterschaften                | Doha                               |                                    | Stabhochsprung                     | DNS                                |
| 2021                               | Olympische Sommerspiele            | Tokio                              | 7.                                 | Stabhochsprung                     | 5,80 m                             |
| 2022                               | Weltmeisterschaften                | Eugene                             | 19.                                | Stabhochsprung                     | 5,50 m                             |
| 2022                               | Europameisterschaften              | München                            |                                    | Stabhochsprung                     | o.g.V. (Qualifikation)             |

## Persönliche Bestleistungen
Freiluft
- Stabhochsprung: 5,85 m, 4. September 2020, Manchester, (britischer Rekord)

Halle
- Stabhochsprung: 5,80 m, 8. Februar 2020, Rouen